# Sydsudan i olympiska sommarspelen 2016
Sydsudan deltog med tre deltagare vid de olympiska sommarspelen 2016 i Rio de Janeiro och detta var första gången landet deltog. Ingen av landets deltagare erövrade någon medalj.

## Friidrott
Förkortningar

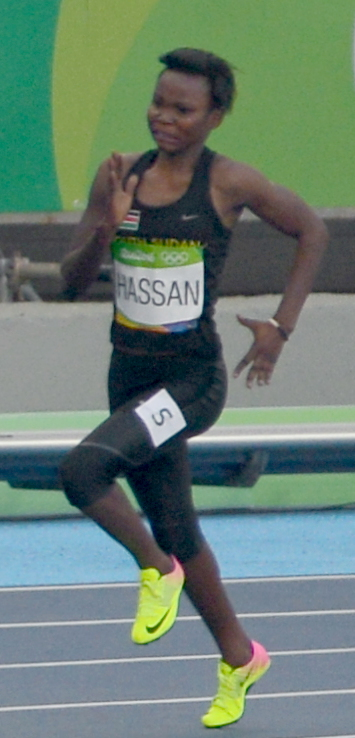
Margret Hassan tävlar i damernas 200 m vid olympiska sommarspelen 2016.

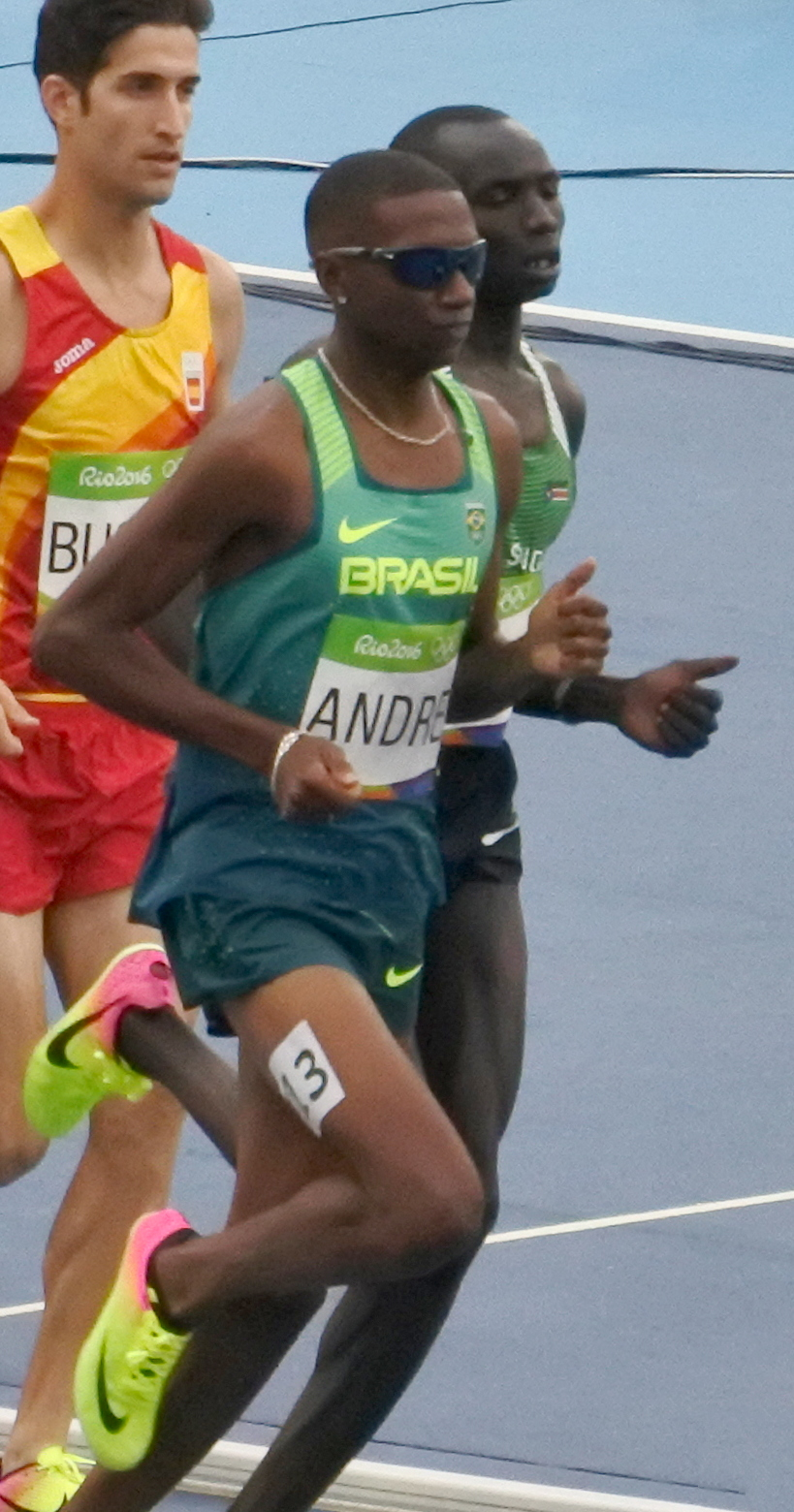
Santino Kenyi (höger bak) herrarnas 1 500 m vid olympiska sommarspelen 2016.

- Notera– Placeringar avser endast det specifika heatet.
- Q = Tog sig vidare till nästa omgång
- q = Tog sig vidare till nästa omgång som den snabbaste förloraren eller, i fältgrenarna, genom placering utan att nå kvalgränsen
- NR = Nationellt rekord
- N/A = Omgången fanns inte i grenen
- Bye = Idrottaren behövde inte tävla i omgången

Bana och väg
| Idrottare      | Gren                  | Heat     | Heat      | Semifinal        | Semifinal        | Final            | Final            |
| Idrottare      | Gren                  | Resultat | Placering | Resultat         | Placering        | Resultat         | Placering        |
| -------------- | --------------------- | -------- | --------- | ---------------- | ---------------- | ---------------- | ---------------- |
| Santino Kenyi  | Herrarnas 1 500 meter | 3:45,27  | 12        | Gick inte vidare | Gick inte vidare | Gick inte vidare | Gick inte vidare |
| Guor Marial    | Herrarnas maraton     | i.u.     | i.u.      | i.u.             | i.u.             | 2:22:45          | 82               |
| Margret Hassan | Damernas 200 meter    | 26,99 PB | 8         | Gick inte vidare | Gick inte vidare | Gick inte vidare | Gick inte vidare |